# Декарт (кратер)
Декарт е кратер разположен в средната част на близката страна на Луната на Луната. Има диаметър 48 км и дълбочина 0.9 км.
На около 50 км на север се от него е мястото където е кацнал лунния модул на Аполо 16.
Кратерът е наименуван на френския философ, математик и физик Рене Декарт.